# Mazarete
Mazarete es un municipio y localidad española de la provincia de Guadalajara, en la comunidad autónoma de Castilla-La Mancha. El término tiene una población de 27 habitantes (INE 2024).

## Geografía

Mapa del municipio

El relieve está caracterizado por el Sistema Ibérico castellano, oscilando la altitud del municipio entre los 1392 m (Cabeza Almena) y los 1150 m. El pueblo se alza a 1209 m sobre el nivel del mar. En el siglo XIX se mencionaba que en el término había «prados naturales con finísimos pastos y 2 montes, uno robredal y otro poblado de pinos y estepas».
Está integrado en la comarca de Señorío de Molina-Alto Tajo, situándose a 109 km de la capital provincial. El término municipal está atravesado por la carretera N-211 entre los pK 27 y 30 así como por la carretera autonómica CM-2120. 
| Noroeste: Luzón            | Norte: Ciruelos del Pinar y Maranchón | Noreste: Maranchón       |
| Oeste: Anguita             |                                       | Este: Anquela del Ducado |
| Suroeste: Riba de Saelices | Sur: Ablanque                         | Sureste: Cobeta          |

## Historia
Hacia mediados del siglo XIX, al lugar se le atribuía una población de 161 habitantes. La localidad aparece descrita en el undécimo volumen del Diccionario geográfico-estadístico-histórico de España y sus posesiones de Ultramar de Pascual Madoz de la siguiente manera:

MAZARETE: l. con ayunt. en la prov. de Guadalajara (19 leg.), part. jud. de Molina (5), aud. terr. de Madrid (29), c. g. de Castilla la Nueva, dióc. de Sigüenza (8): sit. al pie de un cerro, con esposicion al S.; le combaten principalmente los vientos de esta parte y los del N.; su clima es frio, y las enfermedades mas comunes pulmonías y dolores de costado. Tiene 62 casas, la consistorial, cárcel, escuela de instruccion primaria, frecuentada por 24 alumnos a cargo de un maestro dotado con 682 rs.; una igl. parr. de primer ascenso (La Asuncion de Ntra. Sra.), servida por un cura, cuya plaza es de provision ordinaria; el cementerio se halla á la espalda de la igl. en un cerrito, de modo que no perjudica á la salubridad pública. térm.: confina N. Maranchon; E. Clares; S. Tobillos, y O. Ciruelos: dentro de él se encuentran 2 ermitas (San Mamés y San Roque). El terreno es frio y estéril, abunda en canteras de yeso: le baña un arroyo que brota en el término y otro que baja de Selas, los cuales se unen dentro de la jurisd., y desde el punto de su confluencia toman la denominacion de r. Mesa; hay prados naturales con finísimos pastos y 2 montes, uno robredal y otro poblado de pinos y estepas. caminos: los que dirigen á los pueblos limítrofes y á la cab. del part., todos de herradura y en mal estado. correo: se recibe y despacha en la estafeta de Maranchon, por medio de cualquier vecino que pasa á dicho punto. prod.: trigo comun, centeno, cebada, avena, patatas, leñas de combustible y carboneo, y yerbas de pasto, con las que se mantiene ganado lanar merino y churro, vacuno y yeguar; hay caza de liebres y perdices. ind.: la agrícola y recria de ganados, y 2 molinos harineros. comercio: esportacion del sobrante de frutos, ganado y lana, é importacion de los art. de consumo que faltan. pobl.: 48 vec., 161 alm. cap. prod.: 816,200 rs. imp.: 63,300. contr.: 3,159. presupuesto municipal: 1,970, se cubre con 164 que produce la deh. boyal, y el resto por reparto entre los vec.
(Madoz, 1848, p. 319)

El municipio es citado en el Diario de un Requeté de Luis Espoy y De Delás cuando su Unidad, Tercio Virgen de Montserrat estuvo en la localidad acantonada entre entre el 20 de enero de 1938 y el 25 de febrero."Trilogía de la Heroica Cruzada.Tres Diarios de campaña de requetés catalanes del Tercio de Nuestra Señora de Montserrat 1936-1939". Edita la Hermandad de dicho Tercio. Barcelona 1996.

## Demografía
Mazarete cuenta con una población de 27 habitantes (INE 2024).
| Gráfica de evolución demográfica de Mazarete entre 1842 y 2021                                                      |
| |
| Población de derecho según los censos de población del INE Población de hecho según los censos de población del INE |

## Monumentos

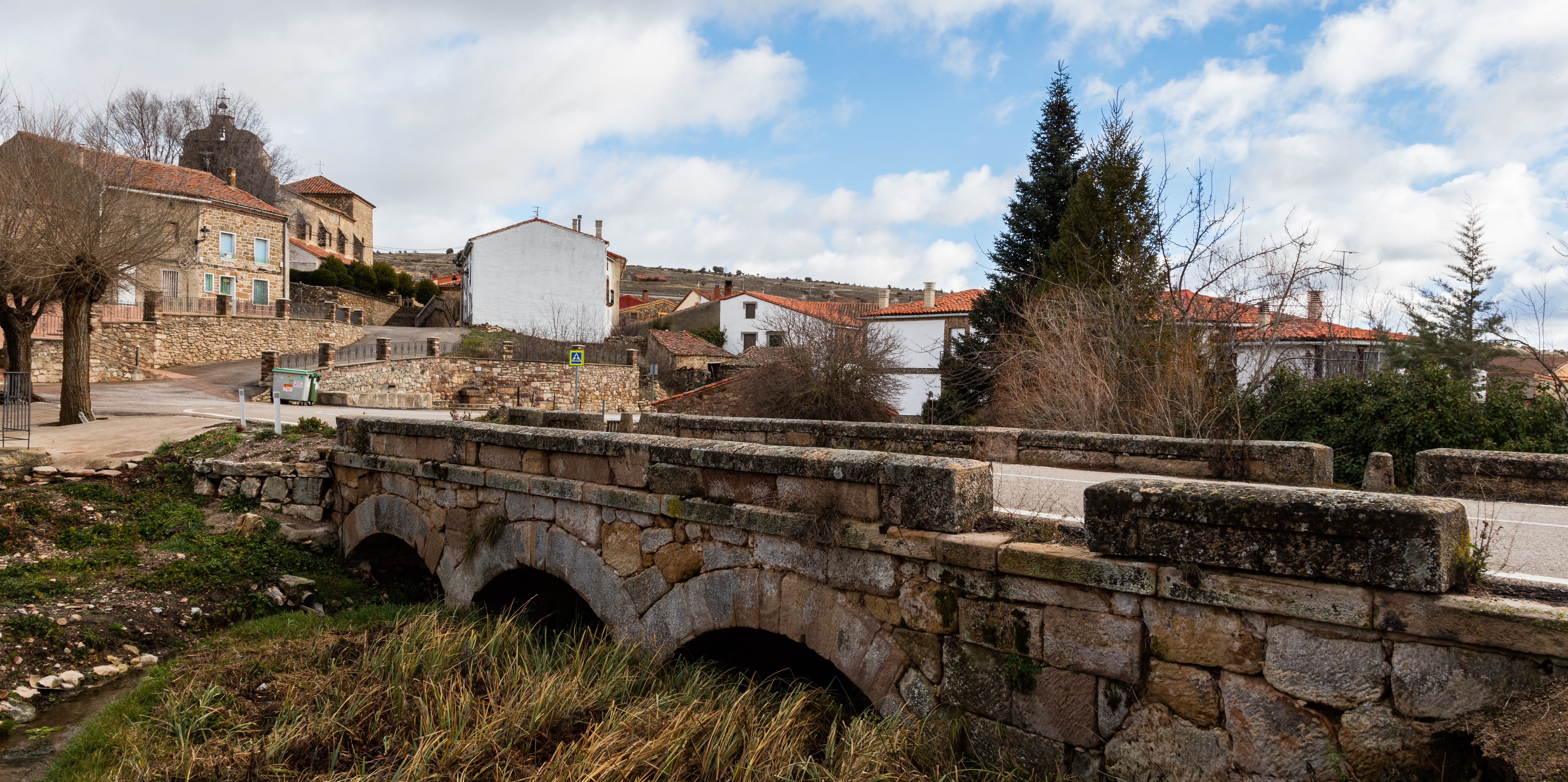
Puente en Mazarete

- Iglesia de Nuestra Señora de la Asunción,[2]construida en el siglo XVI.
- Ermitas de San Mamés y de San Roque.[2]

## Personas notables
- Gregorio López de la Torre y Malo (1700-1770), escritor.
- Beato Julián Navío Colado (1904-1936), fraile franciscano mártir de la persecución religiosa en España entre 1934 y 1937. Fue beatificado el 28 de octubre de 2007 en Roma por Benedicto XVI junto con otros 497 mártires